# CDBurnerXP
CDBurnerXP je računalniški program za zapisovanje optičnih diskov (zgoščenk in DVD-jev) za operacijski sistem Windows.